# Plantación y jardín botánico Olu Pua
La reserva y jardín de Limahuli (en inglés: Olu Pua Botanical Gardens & Plantation), es una plantación ananás y un jardín botánico de 12.5 acres (5 hectáreas), en Kalaheo, en la orilla sur de la isla de Kauai, en el archipiélago de las  Hawái. 
Su código de reconocimiento internacional como institución botánica (en el Botanical Gardens Conservation International BGCI), así como las siglas de su herbario es OLUPU.

## Localización
Se ubica en la parte sur de la isla de Kauai.
Olu Pua Botanical Gardens & Plantation, Hawaii Highway 50, Kalaheo, Kauai county, Kauaʻi island, Hawái HI 96741 United States of America-Estados Unidos de América.
Planos y vistas satelitales.21°57′35.1972″N 159°31′00.6888″O / 21.959777000, -159.516858000
El jardín Olu Pua no está abierto al público. 

## Historia
Los jardines eran originalmente la residencia del director de la "Kauai Pineapple Plantation". 

## Colecciones
En la actualidad contiene más de 5.000 especies de plantas tropicales en un diseño de inspiración japonesa, con secciones para orquídeas, árboles, plantas de la selva, las plantas comestibles, y colecciones de palmas, Anthurium e Hibiscos.